# Josep Busquets Costa
Josep Busquets Costa, més conegut com a Pep Busquets, (Granollers, 2 de març de 1999) és un jugador de bàsquet català que juga al Bàsquet Girona. Amb 2,01 d'alçada, el seu lloc natural a la pista és el d'escorta.

## Carrera esportiva
Va començar a jugar al Joventut de Badalona a la categoria preinfantil en la temporada 2011-12. Va debutar amb el primer equip de la Penya en la temporada 2017-18 en un partit de la Lliga catalana contra el MoraBanc Andorra, tot i formar part de l'Arenys Bàsquet de la LEB Plata, filial dels verd-i-negres. La temporada 2018-19 juga al CB Prat de LEB Or, equip vinculat al Joventut, i debuta a l'ACB amb la Penya en el mes de gener de 2019.
La temporada 2019-20 la comença amb el primer equip de la Penya, jugant alguns minuts tant a la Lliga Endesa com a l'EuroCup. En el mes de novembre surt cedit a l'Alacant de la Lliga LEB Or per tal que pugui comptar amb més minuts i agafar rodatge. La temporada següent juga cedit al Bàsquet Girona.
Després de cinc temporades al primer equip de la Penya, en el mes de gener de 2025 el club anuncia que es rescindeix el contracte que els lligava fins a final de temporada, i Busquets fitxa pel Bàsquet Girona.

### Selecció espanyola
Amb la selecció espanyola va participar l'any 2017 en l'europeu sub18 disputat a Eslovàquia, amb qui va aconseguir la medalla de plata.